# 蒂斯威尔 (阿拉巴马州)
蒂斯威尔（英文：Deatsville），是美国阿拉巴马州下属的一座城市。面积约为4.66平方英里（约合12.07平方公里）。根据2010年美国人口普查，该市有人口1,154人，人口密度为247.53/平方英里（约合95.61/平方公里）。